# Nakuru (jezero)
Nakuru (anglicky Lake Nakuru) je jezero v Keni v národním parku Nakuru. Má průměrnou rozlohu 40 km², dosahuje maximální hloubky 2,8 m, průměrná hloubka je 2,3 m. Leží v nadmořské výšce 1760 m. Kvůli malé hloubce a rozkolísanému přítoku se rozloha jezera značně mění. Například v roce 1962 dokonce úplně vyschlo, zatímco jindy mohou vydatné lijáky jeho plochu podstatně zvětšit. Ideální pro vodní ptactvo je střední stav vody.

## Vodní režim
Do jezera ústí řeky Njoro, Nderit, Makalia a Lamudhiak. Jezero nemá žádný odtok.

## Fauna a flóra
Voda jezera obsahuje ve zvýšené koncentraci soli, což podporuje růst řas. Ty slouží za potravu drobným korýšům; na vrcholu potravního řetězce jsou ptáci, především plameňák malý (phoenicopterus minor) a plameňák růžový (phoenicopterus ruber roseus). K velkému poklesu populace plameňáků došlo v 70. letech 20. století v důsledku kontaminace vody odpady z okolních továren. Pokud jezero vyschne anebo naopak, pokud hodně prší a slanost vody výrazně poklesne, potom řasy uhynou a plameňáci přelétnou k jiným okolním alkalickým jezerům, například k jezeru Bogoria.

## Historie
Jižně od jezera bylo v letech 1937-38 objeveno pohřebiště z oddobí mezolitu, ve kterém se nacházelo 9 lidských koster.
Tito lidé se vyznačovali vysokým vzrůstem, dlouholebostí, úzkým vysokým obličejem, nepřítomným prognatismem a úzkým nosem. Šlo představitele staré etiopské rasy.